# The Filth and the Fury
„The Filth and the Fury“ е вторият филм на Джулиан Темпъл за групата Sex Pistols. За разлика от пародийния филм „The Great Rock and Roll Swindle“, който представя края на първата пънк вълна от края на 1970-те, в този филм продуцентът се спира на версията как и защо са се стекли събитията от гледната точка на самата група, а не версията на техния продуцент Малкълм Макларън.
Заглавието на филма идва от статията на британски таблоид The Daily Mirror след легендарното интервю с Бил Грунди.
Съдържанието на документалния филм проследява историята на групата от скромното начало в краен квартал на Лондон до грандиозната им раздяла в Сан Франциско. В този филм членовете на Sex Pistols разказват по спомен за различните хора и събития, имащи връзка с групата.

## Саундтрак

### Диск 1
1. God Save the Queen (Symphony)
2. Shang-A-Lang – Bay City Rollers
3. "Pictures of Lily – The Who
4. Virginia Plain – Roxy Music
5. School's Out – Алис Купър
6. Skinhead Moonstomp – Simaryp
7. Glass Of Champaigne – Sailor
8. Through My Eyes – The Creation
9. The Jean Genie – Дейвид Бауи
10. I'm Eighteen – Алис Купър
11. Submission
12. Don't Gimme No Lip Child
13. What'cha Gonna Do About It
14. Road Runner
15. Substitute
16. "Seventeen

### Диск 2
1. Anarchy in the UK
2. Pretty Vacant
3. Did You No Wrong
4. Liar
5. EMI
6. No Feelings
7. I Wanna Be Me
8. Way Over (In Dub) – Tapper Zukie
9. "Looking for a Kiss – Ню Йорк Долс
10. Holidays in the Sun
11. "No Fun